# Assassin's Creed (film)
Assassin's Creed är en action- och äventyrsfilm baserad på spelserien med samma namn. Den är regisserad av Justin Kurzel och filmens protagonister spelas av Michael Fassbender, Marion Cotillard, Michael K. Williams, Ariane Labed, Jeremy Irons, och Brendan Gleeson. Filmen är i samma universum som datorspelet och har en originell berättelse som expanderar seriens mytologi. Den hade biopremiär den 21 december 2016 i USA och hade biopremiär den 11 januari 2017 i Sverige.

## Skådespelare
- Michael Fassbender - Callum "Cal" Lynch
- Marion Cotillard - Dr. Sofia Rikkin
- Jeremy Irons - Alan Rikkin
- Brendan Gleeson - Joseph Lynch
- Charlotte Rampling - Ellen Kaye
- Michael K. Williams - Moussa
- Denis Ménochet - McGowen
- Ariane Labed - Maria
- Khalid Abdalla - Sultan Muhammad XII
- Essie Davis - Cals mamma
- Matias Varela - Emir
- Callum Turner - Nathan
- Javier Gutiérrez Álvarez - Tomás de Torquemada
- Hovik Keuchkerian - Ojeda
- Michelle H. Lin - Lin